# Квітневі сни
«Квітневі сни» — радянська лірична кінокомедія, знята у 1980 році на кіностудії «Таджикфільм» режисером Валерієм Ахадовим.

## Сюжет
Зоотехнік зоопарку Коля терміново їде до нареченої. Турботу про його вихованця — ведмежа — бере на себе Анвар. Ведмедик залучає Анвара в найнеймовірніші, смішні й сумні історії. Але де б вони не знаходилися — в невеликому містечку сонячного Таджикистану або далеко на Півночі — усюди вони відчувають доброту та участь оточуючих їх людей, і, звичайно, Анвар зустрічає свою любов.

## У ролях
- Тахір Сабіров — Хасанов, таксидерміст
- Фахтулло Абдуллаєв — Анвар Карімов
- Юнус Юсупов — Акрам-Карім, шофер, друг Анвара
- Лола Тойгушоєва — Зарріна
- Сергій Никоненко — Микола, зоотехнік зоопарку
- Ато Мухамеджанов — Сулейман Мірзойович
- Тетяна Плотнікова — дівчина-гід
- Болот Бейшеналієв — Муразов, шофер
- Джамал Садріддін — Сафар
- Катерина Вороніна — Настя, наречена Миколи (2 серія)
- Роман Ткачук — Володимир Павлович Зуєв, старший зоотехнік зоопарку (2 серія)
- Олександр Кузнєцов — Паша, приятель Миколи (2 серія)
- Аркадій Інін — вчитель (2 серія)
- Раїса Рязанова — кіоскер (2 серія)

## Знімальна група
- Автор сценарію: Аркадій Інін
- Режисер-постановник: Валерій Ахадов
- Оператор-постановник: Валерій Віленський
- Художники-постановники: Володимир Салімов, Леонід Свінціцький
- Композитор: Руміль Вільданов